# 한숙구
한숙구는 근세조선의 가야금 명인이다. 호 한선달. 한수동의 아버지이다. 어려서부터 여러 악기를 공부하여 각 악기에 능하였고 풍류에도 일가를 이루었으며, 가야금 산조를 체계화시킨 김창조와 비슷한 연배로 가야금 산조에도 뛰어났다. 그의 문하에서는 한수동, 한성기, 안기옥 등 많은 산조명인이 있다.